# Айнет
Айнет — містечко й громада округу Лієнц в землі Тіроль, Австрія.
Айнет лежить на висоті 747 над рівнем моря і займає площу 40,43 км². Громада налічує 925 мешканців.
Густота населення 23/км².
Округ Лієнц, до якого належить Айнет, називається також Східним Тіролем. Від основної частини землі,
Західного Тіролю, його відділяє смуга Південного Тіролю, що належить Італії.
|                                |
| Айнет на мапі округу та землі. |

 Адреса управління громади: Ainet Nr. 90, 9951 Ainet.